# 山部俊文
山部 俊文（やまべ としふみ）は、日本の法学者。専門は経済法。学位は、法学修士（一橋大学）。明治大学法学部教授。一橋大学名誉教授。

## 人物・経歴
熊本県八代市生まれ。北方町立北方小学校、岐阜県本巣郡北方町・岐阜市学校組合立北方中学校を経て、1975年岐阜県立岐阜高等学校卒業。1980年一橋大学法学部卒業、伊藤忠商事入社。1983年一橋大学大学院法学研究科修士課程修了、法学修士。1986年一橋大学大学院法学研究科博士後期課程単位修得、日本学術振興会特別研究員。1987年一橋大学大学院法学研究科博士後期課程退学。指導教官は久保欣哉。
1988年一橋大学法学部専任講師。1991年同助教授。1993年から1994年までミュンスター大学客員研究員。1997年一橋大学法学部教授。1999年一橋大学法学研究科教授。2007年公認会計士・監査審査会公認会計士試験実施検討小委員会専門委員。2012年一橋大学大学院法学研究科・法学部長、日弁連法務研究財団法科大学院認証評価事業評価員。2014年一橋大学附属図書館館長兼一橋大学社会科学古典資料センター長、生協総合研究所理事。
2015年大学評価・学位授与機構大学機関別認証評価委員会専門委員。2016年大学改革支援・学位授与機構国立大学教育研究評価委員会専門委員、経済産業省クレジット加盟店契約に関するガイドライン検討委員会委員。2018年明治大学法学部教授。2020年一橋大学名誉教授。専門は経済法で、日本経済法学会常務理事、日本国際経済法学会常務理事、一般社団法人一橋大学コラボレーション・センター理事等も歴任した。

## 著書
- 『経済法』（金井貴嗣，江口公典，土田和博と共著）有斐閣 1999年
- 『新現代経済法入門』 法律文化社 1999年 第2版2002年 第3版2006年
- 『市場経済と企業法：久保欣哉先生古稀記念論文集』（共著）中央経済社 2000年
- 『進展する企業再編・統合と企業結合規制の改革』一橋大学 2003年
- 『独占禁止法』弘文堂 2004年 第2版2006年 第2版補正版2008年 第3版2010年 第4版2013年 第5版2015年